# Franz Anton von Sporck

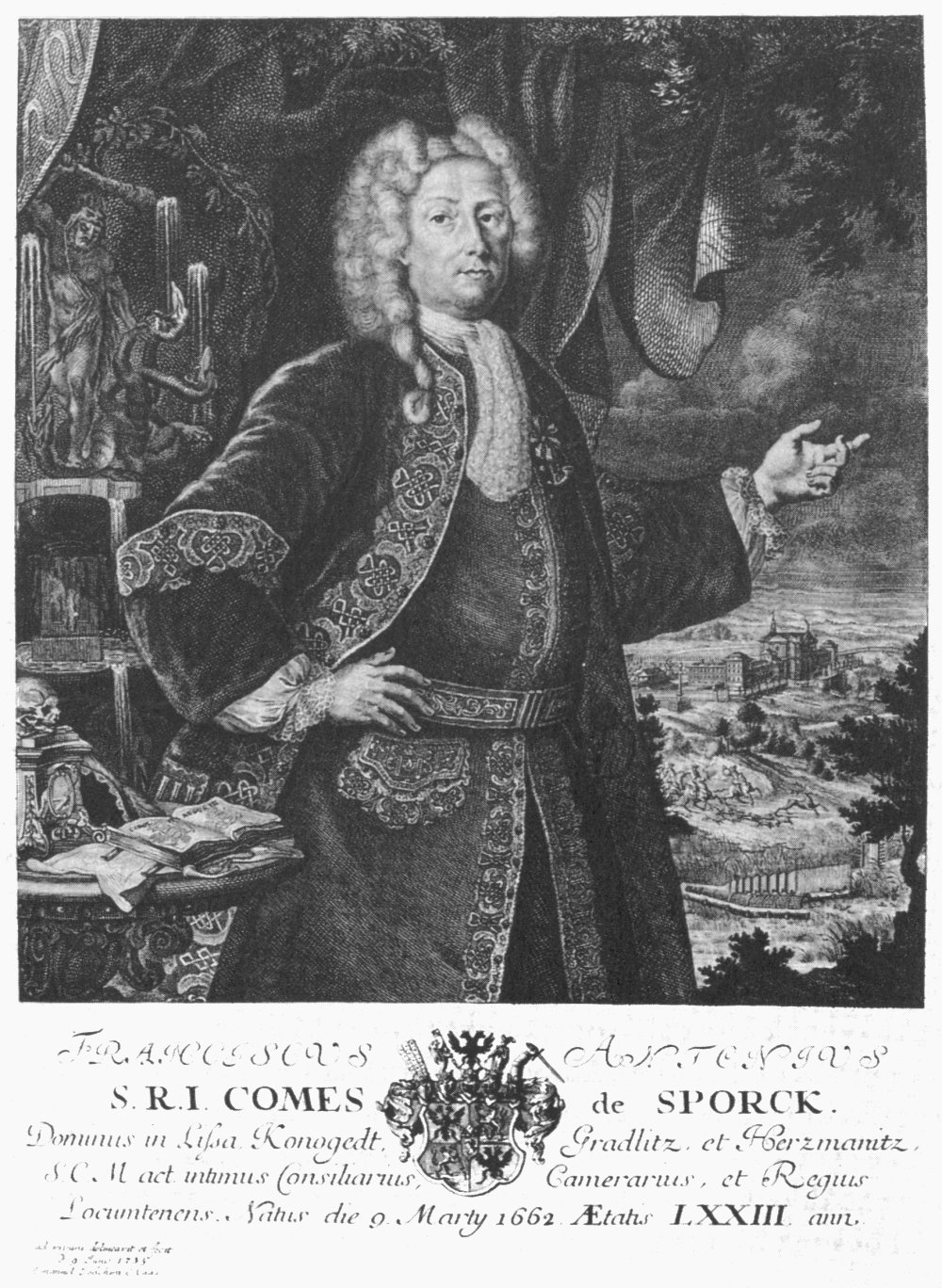
Kupferstich des Grafen F. A. Sporck aus dem Jahre 1735

Franz Anton Reichsgraf von Sporck (* 9. März 1662 in Lissa an der Elbe oder Hermannstädtel; † 30. März 1738 in Lissa an der Elbe) war ein bedeutender Kunstmäzen und Verleger.

## Leben
Geboren als erstes von vier Kindern des Reitergenerals und Reichsgrafen Johann von Sporck und dessen zweiter Frau Eleonore Maria von Fineke, hätte er die denkbar besten Voraussetzungen für ein geruhsames, sorgenfreies Leben gehabt. Er besuchte die Schule in Hermannstädtel und mit acht Jahren begann er, Unterricht bei den Jesuiten in Kuttenberg zu nehmen, unweit des Sporckschen Anwesens Maleschau. 1675 besuchte er Vorlesungen in Philosophie und Recht an der Karl-Ferdinands-Universität im Prager Clementinum. Als sein Vater Johann von Sporck 1679 starb, war er noch nicht volljährig. Erst im Jahre 1684 konnte er dann einen Teil seines Patrimoniums übernehmen. Dieses bestand aus den Herrschaften Lissa, Maleschau, Konojedy (Okres Litoměřice, Ústecký kraj) und Gradlitz (Okres Trutnov). Auf dem letzteren Anwesen, in Nordostböhmen, baute er später seine eigene Residenz. Er erbte auch den Familienpalast in Prag und eine beträchtliche Geldsumme.
Zuvor, in den Jahren 1680 und 1681, hatte er eine Kavalierstour durch Europa unternommen, wie es für junge Adlige damals Brauch war. Er reiste nach Italien und blieb längere Zeit in Rom. Über Turin und Südfrankreich kam er nach Madrid in Spanien. Er blieb eine Weile in Paris und kehrte dann via London, Den Haag und Brüssel nach Böhmen zurück. Im Frühjahr 1682 ging er noch ein zweites Mal nach Paris.
Im Jahre 1687 heiratete Sporck die zwanzigjährige Franziska Apollonia Reichsfreiin von Swéerts-Reist, Tochter des Freiherrn Franz Johann von Sweerts-Reist (1613–1700), mit der er fast vierzig Jahre lang in glücklicher Ehe lebte, während sein Schwager Franz Karl Freiherr von Swéerts-Reist die jüngere Schwester des Grafen, Maria Sabina, ehelichte. Sporcks ältere Tochter Maria Eleonora (* 13. Juli 1687; † 29. Januar 1717) trat nach einer Affäre mit dem Grafen Kinsky dem Klarissenorden bei; ihr Vater richtete zu diesem Zweck ein Kloster in der Burg Gradlitz ein, wo sie 1717 dreißigjährig verstarb. Die jüngere Tochter Anna Katharina (1689–1754) heiratete 1712 Franz Karl Rudolph von Swéerts-Sporck, mit dem sie zwei Kinder hatte. 
Seit 1690 hatte der Graf das Ehrenamt des Kämmerers inne und war seit 1692 Wirklicher Geheimer Rat. 1691 wurde der damals 29 Jahre alte Graf von Kaiser Leopold I. zum Statthalter ernannt. Die Statthalterei führte als höchstes Landeskollegium die Regierung „statt und im Namen“ des Königs. Sie unterbrach ihre Tätigkeit für die Zeit, während der der Monarch im Lande weilte. Auf diese Dinge legte Sporck aber keinen Wert und wandte sich lieber anderen Dingen wie der Jagd zu.
Im Jahre 1694 bestätigte der Prager Arzt J. F. Love die heilsamen Eigenschaften der Quelle, die am linken Ufer der Elbe im pittoresken Tal unweit Gradlitz im Süden des Anwesens entsprang. Hier ließ Sporck das Bad Kuks errichten; mit dem Gesamtkonzept, Entwurf und Ausführung, beauftragte er den Architekten Giovanni Battista Alliprandi und für die Steinmetzarbeiten engagierte er Giovanni Pietro della Torre – ein typisches Beispiel für die Beliebtheit italienischer Baumeister in der Habsburger Monarchie. Das Bad und ein Schloss wurden am linken Ufer gebaut, während am rechten Ufer, auf dem Hügel, ein Hospiz mit der Kirche der Allerheiligsten Dreifaltigkeit für Kriegsveteranen bzw. alte Bedienstete errichtet wurde, wofür er eine Stiftung gründete. Nicht zu vergessen ist auch der große Bildhauer Matthias Bernhard Braun, der hier einige seiner besten Werke schuf.
Graf von Sporck starb in Lysá nad Labem kurz nach seinem 76. Geburtstag.

### Religion
Wie nur wenige Adlige seiner Zeit gab er zur Verbreitung seiner Ansichten in seiner Privatdruckerei zahlreiche Schriften heraus, möglicherweise um die 150 religiöse und philosophische Traktate. Teilweise waren dies Übersetzungen französischer Originale, die u. a. von seiner Tochter Anna Katharina (* 1689) besorgt wurden. Sporck hatte außerdem seine eigene Kupferstecherwerkstatt; in dieser arbeiteten Johann Daniel, der Sohn des Nürnberger Kupferstechers Joseph à Montalegre, und der frühere Lehrling und zweite Ehemann der Witwe Montalegre, Michael Heinrich Rentz. Zu Sporcks reichhaltigem Gesellschaftsleben gehörte auch der Besuch mehrerer prominenter Gelehrter aus Deutschland.
Sein reges Interesse an Theologie und Religion sollte dem Grafen die dunkelsten Stunden seines Lebens bescheren, verursacht durch Zensur, Unterdrückung und rigorose Gewaltanwendung. Diese lagen im frühen 18. Jahrhundert in den Händen der Jesuiten, was im Jahre 1715 durch eine Regierungsanordnung zur Verdammung sowohl der Veröffentlichung als auch der Verbreitung jeglicher satirischer Bücher, Traktate und Bilder bestätigt wurde. So veröffentlichte der Jesuit Antonín Koniáš 1729 einen bibliographischen Index von häretischen Büchern, der als Richtlinie bei der Durchsuchung privater Bibliotheken diente. Diese „häretischen“ Bücher wurden konfisziert und teils durch katholische Titel ersetzt. Nicht genehmigte Offizinen mussten geschlossen werden. Druckerpressen durften nur in Universitätsstädten und in Orten mit höherer Verwaltung betrieben werden. Trotzdem wurden große Mengen nicht genehmigter Titel in tschechischer und deutscher Sprache nach Böhmen geschmuggelt. Es handelte sich zumeist um religiöse Publikationen, die in den deutschen Grenzstädten Zittau und Pirna gedruckt wurden.
Graf von Sporck war sehr am Jansenismus und an den Lehren nicht-katholischer Theologen interessiert. Neben den schon genannten theologischen Arbeiten finanzierte er auch den Druck von Abhandlungen aus Medizin und Physik. Sporcks Offizin in Lissa war 1712 von den Jesuiten geschlossen worden, daher ließ er die meisten Titel außerhalb Böhmens drucken. Diese wurden dann auf verschiedene, raffinierte Weise ins Land geschmuggelt – 1725 ließ er sogar eine ganze nicht-katholische Bibliothek aus Schlesien holen, obwohl die Einfuhr dieser Literatur mit dem Tode bestraft wurde.
Am 26. Juli 1729 wurde Kuks von einer Abteilung des Regiments Carafa besetzt, und Sporck erhielt ein kaiserliches Schreiben, das zur Beschlagnahmung aller seiner Bücher ermächtigte. Sporck wurde verhaftet und zum Verhör nach Prag gebracht. Die Beschlagnahmung und Überprüfung seiner 30.000 Bände umfassenden Bibliothek war nur der Anfang eines langen Gerichtsprozesses, in dem Sporck schließlich der Ketzerei und ihrer Verbreitung angeklagt wurde. Als Strafe war der Verlust seiner Besitzrechte und Anwesen, eine Geldstrafe von 100.000 Goldstücken, der Verlust seiner Bücher und lebenslange Haft unter strenger Bewachung vorgesehen. Dies blieb ihm allerdings erspart: Am 13. März 1733 wurde Sporck wegen Nichtachtung des kaiserlichen Verbotes des Druckens unter Umgehung der Zensur zu einer Geldstrafe von 6000 Goldstücken und der Übernahme der Gerichtskosten verurteilt.

### Kulturelle Interessen
Auch musikalisch war Sporck interessiert. Im Frühjahr 1682 lernte er am Hof in Versailles das Waldhorn (Cor de Chasse) kennen und ließ zwei seiner Musiker dieses Instrument lernen. Wieder in Böhmen, verbreiteten sie ihre Kenntnisse, und ihre Instrumente wurden bald von Nürnberger Instrumentenbauern kopiert.
Als nach der mit Enthusiasmus aufgenommenen Uraufführung der Festa teatrale Costanza e fortezza von Johann Joseph Fux als Krönungsoper für Kaiser Karl VI. zum König von Böhmen (28. August 1723) bei den dortigen Adeligen eine so große Begeisterung für die italienische Oper entstand, dass sie diese Werke in ihren Privattheatern aufzuführen begannen, unterhielt auch Sporck viele Jahre lang eine permanente Opernbühne, die sowohl in Kuks als auch in seinem Prager Palast auftrat. Dieses Ensemble, das vorwiegend aus italienischen Musikern bestand, führte z. B. mehrere Opern von Antonio Vivaldi auf. Neben anderen ist ihm die Gründung des ersten öffentlichen Opernhauses in Böhmen im Jahr 1724 in Prag zu verdanken.
Die Einengung seines liberalen Geistes durch den Prozess mag der Grund gewesen sein, warum er sich in seinen späteren Jahren nach Leipzig wandte – einem Hort der Freiheit und vor allem der Literatur mit beispielhaftem öffentlichen Musikleben. Der große Picander hatte seine erste Gedichtsammlung 1725 mit einer Ode an den Grafen eingeleitet. Bei den freundschaftlichen Beziehungen, die sich hier entwickelten, ist es durchaus wahrscheinlich, dass Sporck auch ein Gast des Bachschen Hauses war und dass die gegenseitige Bewunderung den Komponisten zur Schaffung einer der Situation des Grafen angepassten Komposition anregte. So enthält die autographe Partitur des „Sanctus“ der h-Moll-Messe Bachs Hinweis, die Stimmen seien „in Böhmen bey Graff Sporck“. Auch die Kyrie-Gloria-Messen werden mit diesen Besuchen in Zusammenhang gebracht, für die Bach Sätze existierender Kantaten zusammenstellte und auf den lateinischen Text parodierte.

### St.-Hubertus-Orden
1695 gründete Sporck einen Jagdorden, den St.-Hubertus-Orden. Die Ordensdekoration bestand aus einem freischwebenden Jagdhorn, zu dem eine Hubertus-Medaille getragen wurde. Das Ordenszeichen war bei der Jagd zu tragen, außerdem sollte am Hubertustag eine Parforcejagd abgehalten werden.
1723 lud er Karls VI. zur Jagd in sein Revier Brandeis ein, bei der über tausend Schützen beteiligt gewesen sein sollen. Im Anschluss bestätigte der Kaiser den Jagdorden und wurde selbst Ordensritter. Auf dem Revers der zu diesem Anlass geprägten Medaille wurde die Umschrift CAESARE SUBSCRIBENTE DIE III.NOV.MDCCXXIII (Durch den Kaiser bestätigt am 3. November 1723) um das Ordenszeichen eingefügt. In Erinnerung an die Jagd ließ Sporck durch Matthias Bernhard Braun ein Jagddenkmal mit einer Statue Karls VI. unter einem Baldachin mit dem Ordenszeichen und einer plastischen Darstellung der Hirschlegende errichten.
In Folge wurden unter anderem Mitglieder des Jagdordens:
- Infant Emmanuel von Portugal, Sohn Peters II.
- Anton Ulrich von Sachsen-Meiningen
- Moritz Adolf Karl von Sachsen-Zeitz-Neustadt
- Elisabeth von Russland
- Friedrich Wilhelm I. von Preußen
- August der Starke und dessen Frau Maria Josepha von Österreich
- Eugen von Savoyen
- Franz Stephan von Lothringen
- Johann Adam von Liechtenstein
- Aleksander Józef Sułkowski
- Franz Joseph Czernin von Chudenitz

Nach dem Tod Sporcks erlosch der Orden. 1950 wurde der Internationale St.-Hubertus-Orden in dieser Tradition gegründet.

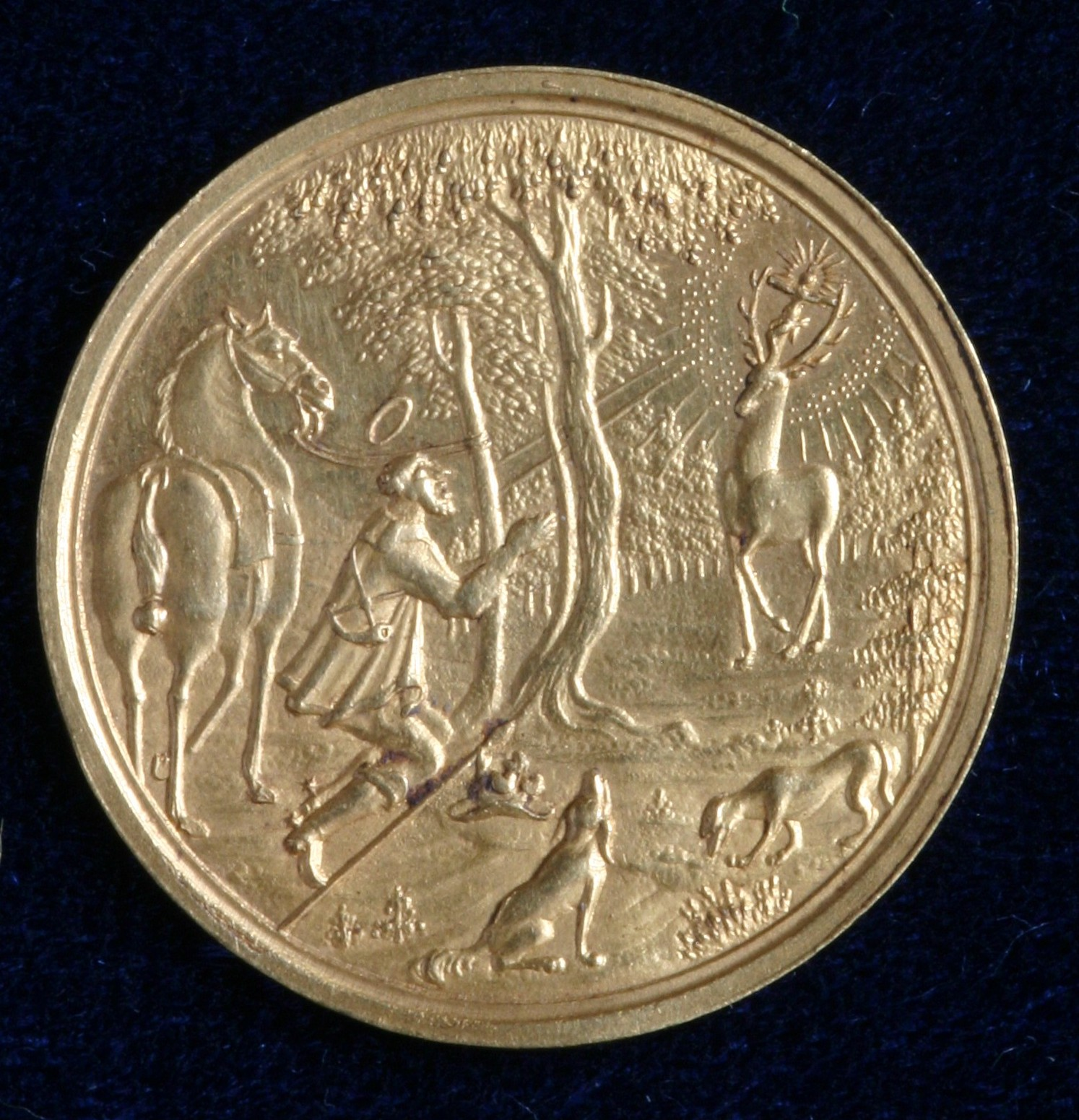
Avers der Medaille
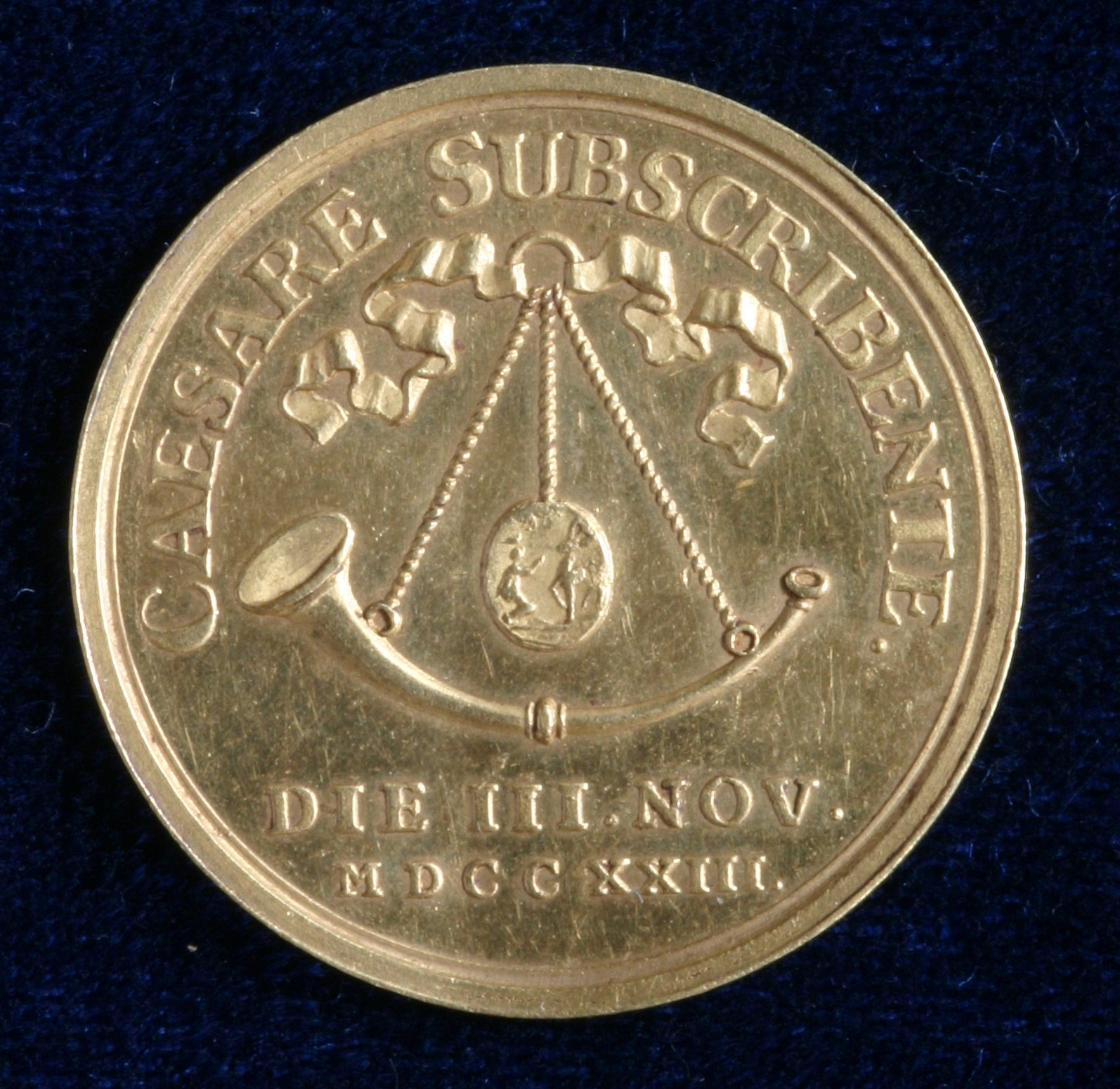
Revers der Medaille
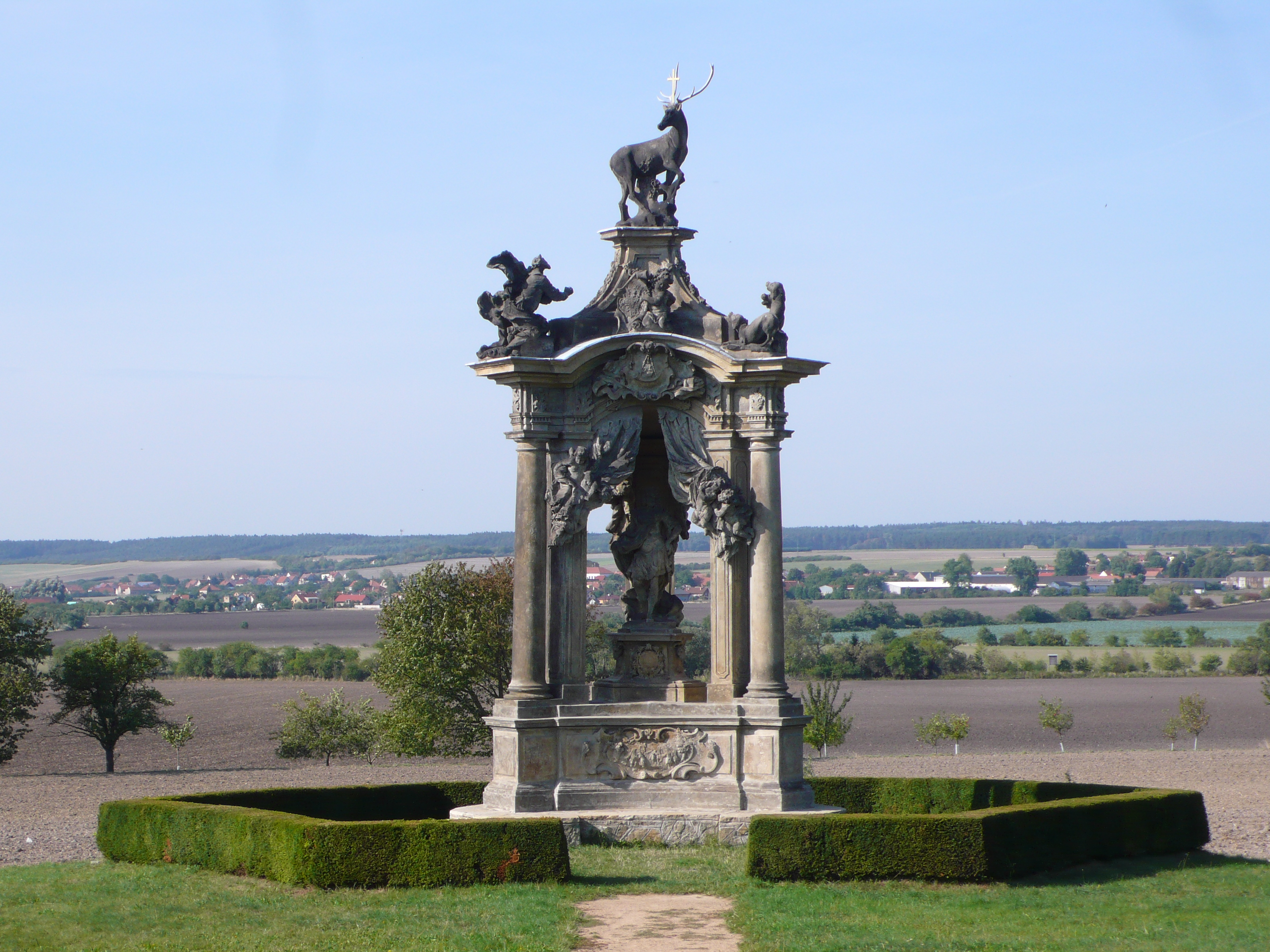
Jagddenkmal Karls VI. bei Hlavenec